# フランソワ・ガン
フランソワ・ガン（François Guin、1938年5月18日、コントレ生まれ）は、フランスのジャズ・ミュージシャン、バンドリーダー。
ガンは音楽の博識家で、ヴァイオリン、ピアノ、声楽、トロンボーン、トランペット、フルートを学んだ。トランペット奏者としては1957年にマーク・ラフェリエールと共演。その後、トロンボーンに転向し、1959年から1962年までレイモンド・フォンセックと共演した。この間に、クリスチャン・シュバリエ、ジャック・ダンジャン、ジャック・エリアン、ダニエル・ジャナンとも共演している。1960年代後半には、デューク・エリントン、ルイス・フエンテス、ミシェル・ルグラン、ジェリー・マリガンと共演した。1970年代にはビル・コールマンやクロード・ボリングと共演し、1967年に結成された自身のアンサンブル「フォー・ボーンズ」を率いて1990年代まで活動を続けた。1970年代後半には、ムスターシュやジョルジュ・ブラッサンスらと共に「レ・プティ・フランセ」で演奏している。1985年にはシャトールー音楽院において教師に就任し、1997年まで在籍した。